# Grønlands parlament
Grønlands parlament (grønlandsk: Inatsisartut, indtil 2009 Grønlands Landsting eller blot Landstinget) er Grønlands folkevalgte forsamling. Det har sæde i den grønlandske hovedstad Nuuk. Det grønlandske parlament blev grundlagt i forbindelse med loven om Hjemmestyre 1. maj 1979, og erstattede Grønlands Landsråd. Med Selvstyreloven blev parlamentets navn ændret til Inatsisartut. Parlamentet er et etkammersystem, der består af 31 folkevalgte medlemmer. Ligesom i Danmark vælges medlemmerne for en fireårig periode, selvom det dog er muligt for Formanden for Grønlands regering og for parlamentet selv at udskrive valg i utide.
Man har valgret til Grønlands parlament, hvis man er dansk statsborger, har boet i Grønland i de foregående 6 måneder, og er fyldt 18 år, medmindre man er umyndiggjort. For at være valgbar til parlamentet, må man ikke have begået en kriminel handling, der i almindeligt omdømme gør personen uværdig til at være medlem.

## Parlamentets arbejde
Parlamentet vælger og udpeger Grønlands regering (grønlandsk: Naalakkersuisut), der leder landets forvaltning. Parlamentet vedtager Grønlands love. Ingen udgift kan afholdes og ingen skatter og afgifter opkræves uden Parlamentets godkendelse. Udgifter og indtægter fremgår af Finansloven, som fastsætter rammerne for Selvstyrets udgifter og indtægter.
Parlamentets år indledes den anden fredag i september og varer til samme fredag det følgende år. Parlamentet samles mindst to gange i parlamentets år til ordinære samlinger, forår og efterår. Hvis særlige omstændigheder gør det nødvendigt, kan parlamentet desuden indkaldes ekstraordinært. Parlamentets stående udvalg arbejder også uden for samlingerne.

### Parlamentets formand
Siden 1988 har parlamentet haft et formandskab, der svarer til Folketingets Præsidium, bestående af fire medlemmer af Grønlands parlament samt parlamentsformanden, der forestår møderne i Parlamentet, og har også ansvaret for administrationen af Grønlands parlamentariske deltagelse i Nordisk Råd, deltagelse i Vestnordisk Råd og forbindelsen til andre parlamenter, herunder det danske Folketing.
Inatsisartuts formand fra 22. september 2023 er Mimi Karlsen fra Inuit Ataqatigiit.
| Periode   | Formand            | Parti             | Kilde |
| --------- | ------------------ | ----------------- | ----- |
| 1979-1988 | Jonathan Motzfeldt | Siumut            | [ 4 ] |
| 1988-1991 | Lars Chemnitz      | Atassut           | [ 4 ] |
| 1991-1995 | Bendt Frederiksen  | Siumut            | [ 4 ] |
| 1995-1997 | Knud Sørensen      | Atassut           | [ 4 ] |
| 1997      | Jonathan Motzfeldt | Siumut            | [ 4 ] |
| 1997-1999 | Anders Andreassen  | Siumut            | [ 4 ] |
| 1999      | Johan Lund Olsen   | Inuit Ataqatigiit | [ 4 ] |
| 1999-2001 | Ole Lynge          | Inuit Ataqatigiit | [ 4 ] |
| 2001-2002 | Daniel Skifte      | Atassut           | [ 4 ] |
| 2002-2008 | Jonathan Motzfeldt | Siumut            | [ 4 ] |
| 2008-2009 | Ruth Heilmann      | Siumut            | [ 4 ] |
| 2009-2013 | Josef Motzfeldt    | Inuit Ataqatigiit | [ 4 ] |
| 2013-2018 | Lars-Emil Johansen | Siumut            | [ 4 ] |
| 2018      | Hans Enoksen       | Partii Naleraq    | [ 4 ] |
| 2018-2021 | Vivian Motzfeldt   | Siumut            | [ 4 ] |
| 2021–2022 | Hans Enoksen       | Naleraq           | [ 5 ] |
| 2022-2023 | Kim Kielsen        | Siumut            | [ 6 ] |
| 2023-     | Mimi Karlsen       | Inuit Ataqatigiit | [ 3 ] |

### Parlamentets ombudsmand
Grønland fik ved vedtagelsen af landstingslov nr. 7 af 13. juni 1994 en ombudsmand. Landstingsloven om ombudsmanden er senere erstattet af inatsisartutlov nr. 7 af 1. juni 2017 om Ombudsmanden for Inatsisartut.
Embedet blev fra 1995 til 1996 varetaget af cand. jur. Emil Abelsen. Siden 1. februar 1997 er embedet blevet varetaget af cand. jur. Vera Leth.
Ombudsmanden vælges af Inatsisartut og kontrollerer på Inatsisartuts vegne, at selvstyret og kommunernes forvaltning sker i overensstemmelse med gældende ret og god forvaltningsskik. Ombudsmanden er i sin virksomhed uafhængig af Inatsisartut og Naalakkersuisut i stil med den danske ombudsmand.

## Parlamentets sammensætning

### 2014 - 2018
Ved landstingsvalget den 28. november 2014 blev fem partier valgt ind i parlamentet, Inatsisartut. Siumut mistede tre mandater og fik 11 mandater, IA beholdt sine 11 mandater, Demokraterne fordoblede deres to til fire mandater, Hans Enoksens nye parti Partii Naleraq fik tre mandater, Atassut beholdt sine to mandater, mens Partii Inuit mistede begge mandater, som de havde før valget og er ikke repræsenteret i Landstinget. Den 10. december 2014 dannedes regeringen Kim Kielsen, som er en koalition mellem Siumut, Demokraatit og Atassut.
| Liste | Parti             | Mandater | Partiformand               |
| ----- | ----------------- | -------- | -------------------------- |
| S     | Siumut            | 11       | Kim Kielsen                |
| D     | Demokraatit       | 4        | Randi Vestergaard Evaldsen |
| A     | Atassut           | 2        | Knud Kristiansen           |
| IA    | Inuit Ataqatigiit | 11       | Sara Olsvig                |
| PN    | Partii Naleraq    | 3        | Hans Enoksen               |

### 2013 - 2014
| Liste | Parti             | Mandater | Partiformand      |
| ----- | ----------------- | -------- | ----------------- |
| S     | Siumut            | 14       | Kim Kielsen       |
| IA    | Inuit Ataqatigiit | 11       | Sara Olsvig       |
| A     | Atassut           | 2        | Gerhardt Petersen |
| PI    | Partii Inuit      | 2        | Nikku Olsen       |
| D     | Demokraatit       | 2        | Anda Uldum        |

Aleqa Hammond kunne den 26. marts 2013 meddele, at hun var klar til at danne en ny regering. Formelt blev regeringen først indsat den 5. april, efter parlamentet havde afholdt sit konstituerende møde.

### 2021 - 2025
Ved landstingsvalget den 6. april 2021 blev fem partier valgt ind i Inatsisartut. Regeringspartiet Siumut vandt et mandat og fik 10 mandater, IA så en fremgang på 4 og endte med 12 mandater, Demokraterne halverede deres 6 mandater til 3 mandater, Partii Naleraq fik 4 mandater, Atassut beholdt sine to mandater, mens Nunatta Qitornai og Samarbejdspartiet begge mistede deres ene mandat. Den 16. april 2021 dannedes Regeringen Mute B. Egede, som er en koalition mellem Inuit Ataqatigiit, Naleraq, hvor Atassut er støtteparti. Dermed bliver den 34-årige Mute B. Egede den yngeste formand for Naalakkersuisut nogensinde. Temaerne for valget af udvinding af naturresourcer i Kuannersuit-mineprojekt, lufthavnsbyggeri og fiskeri prægede valgkampen.
| Liste | Parti             | Mandater | Partiformand          |
| ----- | ----------------- | -------- | --------------------- |
| S     | Siumut            | 10       | Kim Kielsen           |
| D     | Demokraatit       | 3        | Randi V. Evaldsen     |
| A     | Atassut           | 2        | Aqqalu C. Jerimiassen |
| IA    | Inuit Ataqatigiit | 12       | Mute B. Egede         |
| PN    | Partii Naleraq    | 4        | Hans Enoksen          |

### Overblik siden 1979
Partistillingen i Landstinget, Kilde: Grønlands Statistik

## Landstingsvalgene
- Landstingsvalget i Grønland 2021
- Landstingsvalget i Grønland 2018
- Landstingsvalget i Grønland 2014
- Landstingsvalget i Grønland 2013
- Landstingsvalget i Grønland 2009
- Landstingsvalget i Grønland 2005
- Landstingsvalget i Grønland 2002
- Landstingsvalget i Grønland 1999
- Landstingsvalget i Grønland 1995
- Landstingsvalget i Grønland 1991
- Landstingsvalget i Grønland 1987
- Landstingsvalget i Grønland 1984
- Landstingsvalget i Grønland 1983
- Landstingsvalget i Grønland 1979

## Udvalg
Landstinget nedsætter en række udvalg, der er lovpligtige i henhold til Landstingslov om Landstinget og landsstyret. Udvalgsstrukturen blev ændret i 2011, så antallet af stående udvalg blev reduceret fra 11 til fire, mens antallet faste udvalg er på seks. Hvert udvalg har syv medlemmer. De lovpligtige udvalg er:
- Finans- og skatteudvalget, der behandler det årlige forslag til finanslov. Desuden behandles landsstyrets ansøgninger om bevillinger, der ikke kunne forudses ved vedtagelsen af finansloven. Desuden fører udvalget løbende kontrol med den af landsstyret førte politik, herunder den generelle økonomiske politik. Finans- og Skatteudvalget betragtes normalt som det vigtigste og det primære af Landstingets udvalg.
- Udvalget til revision af landskassens regnskaber' bedømmer, om udgifter og indtægter er disponeret i overensstemmelse med de bevillinger, der er givet, om hjemmestyrets værdier forvaltes økonomisk forsvarligt og afgiver indstilling til Landstinget om godkendelse af landskassens regnskab.
- Udenrigs- og Sikkerhedspolitisk Udvalg gennemgår redegørelser og oplysninger fra landsstyret om udenrigs- og sikkerhedspolitiske spørgsmål. Grønlands to medlemmer af Folketinget, der efter folketingsvalget den 15. september 2011 er Juliane Henningsen fra Inuit Ataqatigiit og Doris Jakobsen fra Siumut, deltager som tilforordnede i udvalget.
- Lovudvalget, der særligt følger ombudsmandens arbejde. Lovudvalget indbefatter efter sammenlægningerne det tidligere indenlandsudvalg og fredningsudvalg.[17]

Ud over de ovennævnte udvalg er der for tiden følgende udvalg:
- Udvalget for kultur, uddannelse, forskning og kirke
- Anlægs- og miljøudvalget (omfatter det tidligere familie- og sundhedsudvalg samt infrastruktur- og boligudvalget og miljøudvalget)[17]
- Ressourceudvalget (omfatter det tidligere erhvervsudvalg, fiskeri-, fangst og landsbrugsudvalget, råstofudvalget og det midlertidige udvalg vedrørende en aluminiumssmelter i Grønland)[17]
- Udvalget til valgs prøvelse
- Skatte- og revisionsudvalgene (tidligere to selvstændige udvalg)[17]

Med virkning fra Landstingets forårssamling 1997 ændredes Landstingets arbejdsform væsentligt på en række punkter. Den helt afgørende ændring var, at Landstingets Bureau nu varetager sekretariatsbetjeningen af Landstingets medlemmer og udvalg. Landstinget og Landstingets medlemmer blev tidligere serviceret af Landsstyrets Sekretariat.
Landstinget udpeger efter nyvalg desuden en ombudsmand, der har til opgave at føre kontrol med forvaltningens anliggender og behandle klagesager fra borgerne. Ombudsmandsinstitutionen er opbygget efter samme model, som kendes fra de skandinaviske lande.

## Inatsisartut
Ordet "Inatsisartut" er grønlandsk ord som betyder (fl.tal) "De, som laver regler)".
I 2009 foreslog daværende landsstyre (Grønlands nyoprettet selvstyre, IA i spidsen), at Grønlands Landstyre skal kalde sig "Naalakkersuisut" og "Inatsisartut" uanset sproget, hvilket er godkendt af daværende Grønlands Landsting.